# Domination (film)
Pour plus de détails, voir Fiche technique et Distribution.
Domination (titre original : Eve's Secret) est un film américain réalisé par Clarence G. Badger et sorti en 1925.
Une copie du film est conservée à la Bibliothèque du Congrès.

## Fiche technique
- Titre original : Eve's Secret
- Réalisation : Clarence G. Badger
- Scénario : Adelaide Heilbron
- Production : Adolph Zukor, Jesse Lasky
- Photographie : H. Kinley Martin
- Distributeur : Paramount Pictures
- Durée : 6 bobines[1]
- Date de sortie : 11 mai 1925

## Distribution

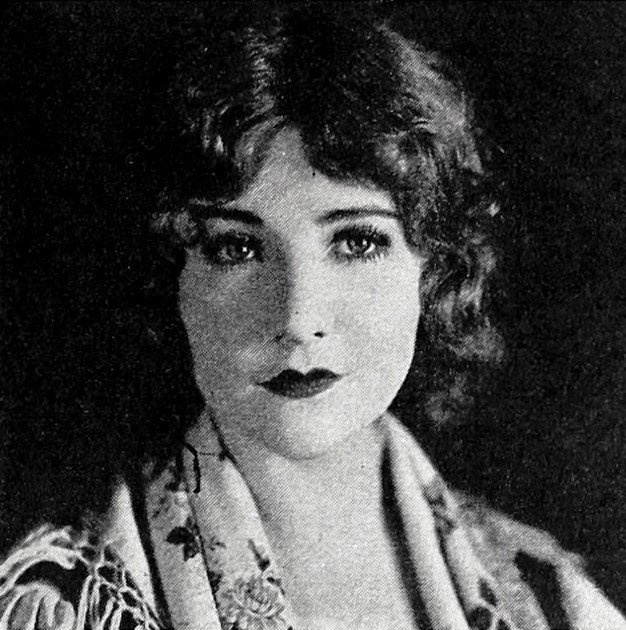
Betty Compson dans une scène du film.

- Betty Compson : Eve
- Jack Holt : Duc de Poltava
- William Collier Jr. : Pierre
- Vera Lewis : la duchesse
- Lionel Belmore : le baron
- Mario Carillo : Prince Boris
- E. La Croix Du Duit : le médecin